# Fehmarn
Fehmarn város és Balti-tengeri sziget Németországban, Schleswig-Holstein tartományban. Lakosainak száma 13 218 fő (2023. december 31.).

## Közigazgatás

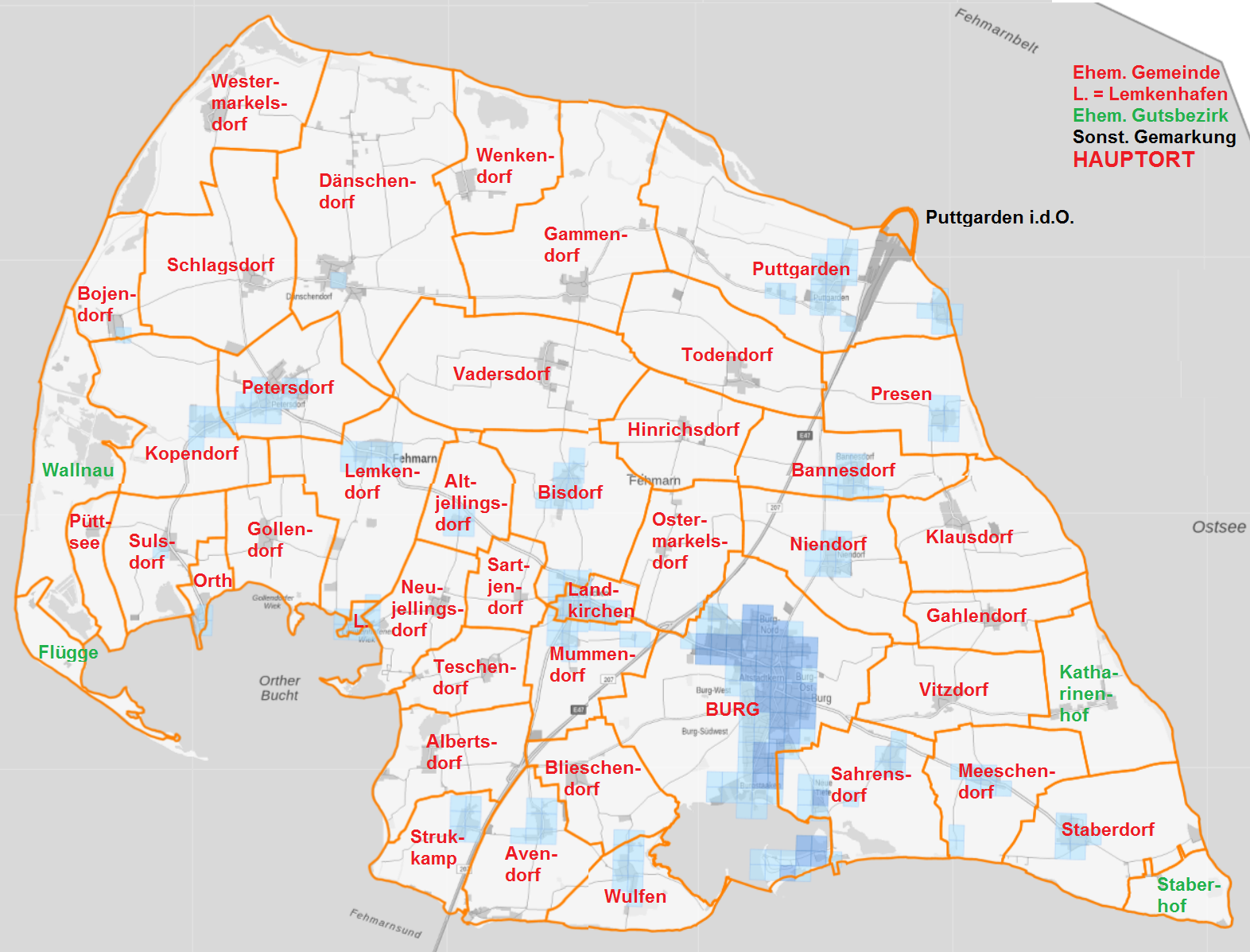

- Albertsdorf
  - Gold
- Altjellingsdorf
- Avendorf
  - Fehmarnsund
- Bannesdorf
- Bisdorf
- Blieschendorf
- Bojendorf
- Burg auf Fehmarn
  - Burgtiefe
  - Neue Tiefe
- Dänschendorf
  - Altenteil
  - Dorotheenhof
- Flügge
- Gahlendorf
- Gammendorf
- Gollendorf
- Hinrichsdorf
- Katharinenhof
- Klausdorf
- Kopendorf
  - Neuhoben
- Landkirchen
- Lemkendorf
  - Bellevue
  - Mittelhof
  - Neuhof
- Lemkenhafen
- Meeschendorf
- Mummendorf
- Neujellingsdorf
- Niendorf
- Orth
- Ostermarkelsdorf
- Petersdorf
- Presen
- Puttgarden
  - Johannisberg
  - Krummensiek
  - Marienleuchte
  - Matthiasfelde
- Püttsee
- Sahrensdorf
- Sartjendorf
- Schlagsdorf
- Staberdorf
- Staberhof
  - Staberhuk
- Strukkamp
- Sulsdorf
- Teschendorf
  - Westerbergen
- Todendorf
- Vadersdorf
- Vitzdorf
- Wallnau
- Wenkendorf
  - Teichhof
- Westermarkelsdorf
- Wulfen

## Történelem
A szigetet először Brémai Ádám Gesta Hammaburgiensis ecclesiae pontificum („Hamburgi egyháztörténet”) című írásában.
A Schleswigi Hercegséghez tartozó sziget 1326-ban a holsteini grófok dán hűbérbirtokává vált. 
1713-ban IV. Frigyes dán király a nagy északi háborúban (1700–1721) elfoglalta Schleswig még nem hozzá tartozó részeit, köztük Fehmarn szigetét.
1832. október 28-án állították szolgálatba az újonnan épült Marienleuchte világítótornyot.
A porosz–osztrák–dán háború kezdetén, 1864. március 15-én a porosz csapatok meghódították Fehmarnt.
A bécsi békében átengedte IX. Keresztély dán király. a schleswigi és holsteini hercegségek Ausztriának és Poroszországnak. Fehmarn, akárcsak egész Schleswig, 1867-ben porosz tartomány lett.
1872 novemberében katasztrofális vihardagály lepte meg a szigetlakókat. Orthban 2,7 m-rel az átlag feletti vízállást mértek.
Az eredeti 40 vidéki közösségből csak hat maradt meg, miután 1937. április 1-jén beiktatták őket.
2003. január 1-jén hozták létre a jelenlegi Fehmarn várost Bannesdorf, Landkirchen és Westfehmarn közösségek összevonásával Burg auf Fehmarn városával, amely a sziget teljes területét elfoglalja.
Száz évvel az első konkrét tervek után a Vogelfluglinie-t 1963-ban IX. Frigyes dán király és Heinrich Lübke német szövetségi elnök nyitotta meg a fehmarnbelti híddel.
A Fehmarnbelt-alagút építkezését a dán parlament 2015. április 28-án hagyta jóvá.

## Képek

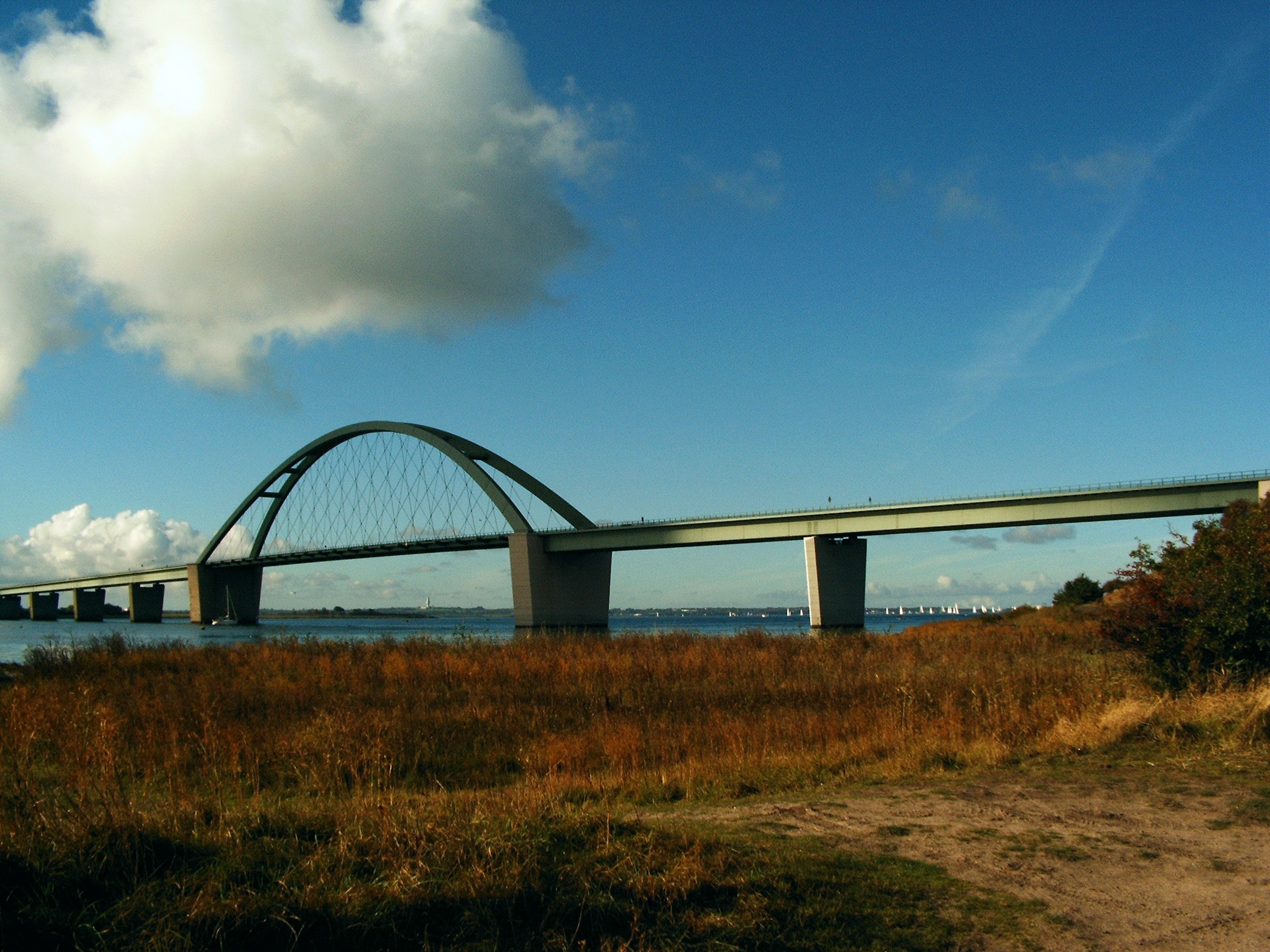
A fehmarnbelti híd
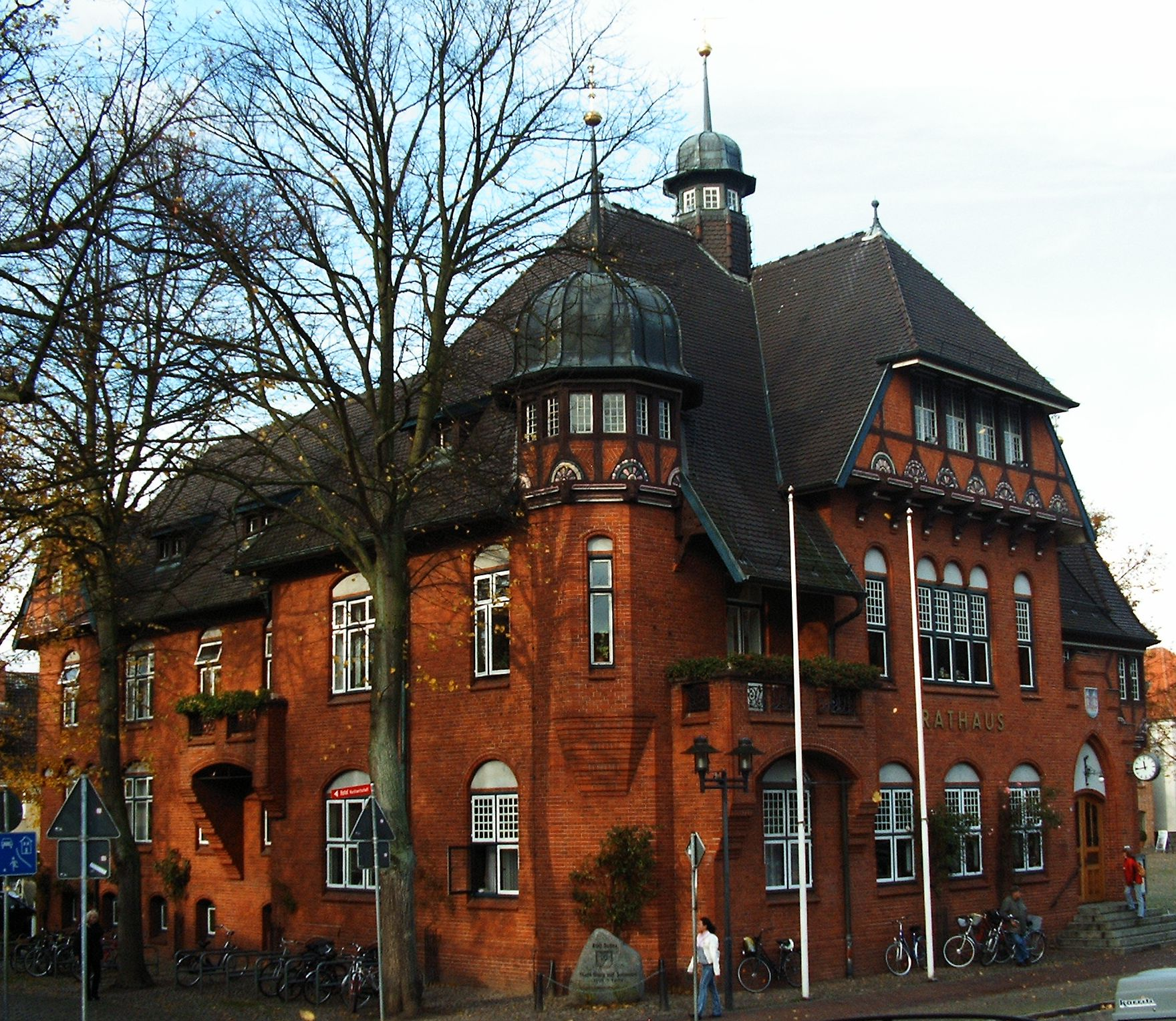
A tanácsház
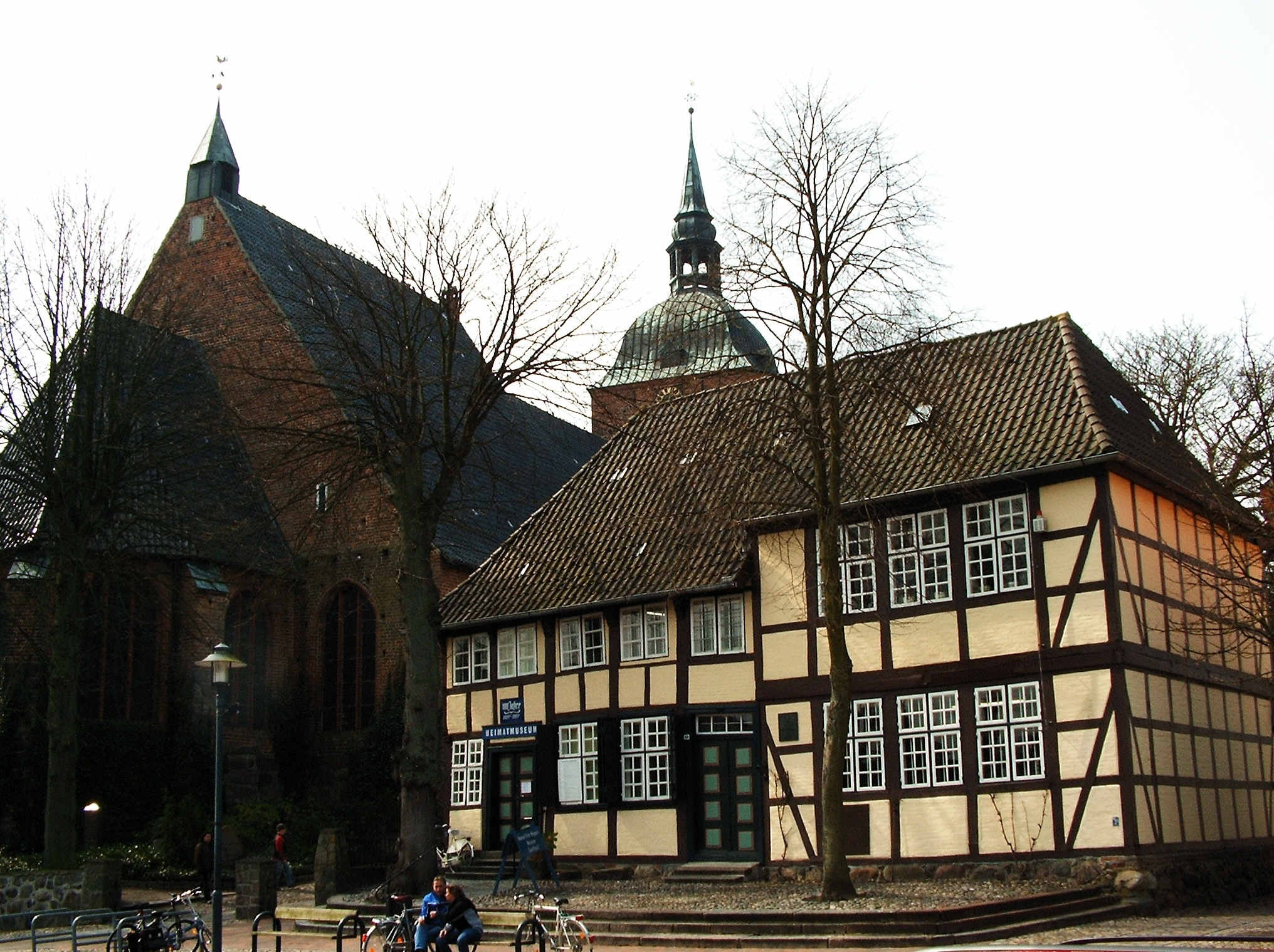
A burgi múzeum és templom
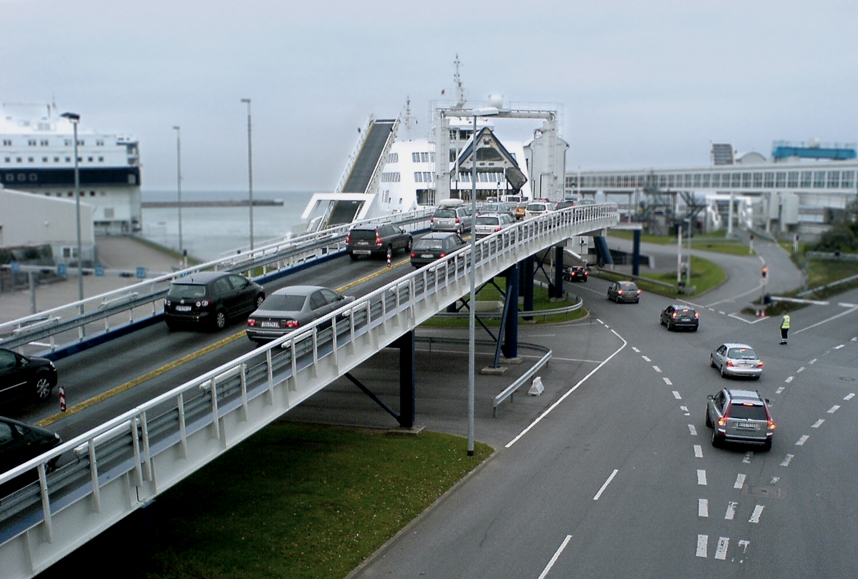
A kompkikötő Puttgardenben

## Népesség
A település népességének változása:
| Lakosok száma | 12 410 | 12 467 | 12 536 | 12 658 | 12 592 | 12 971 | 13 247 | 13 218 |
|               | 2014   | 2015   | 2017   | 2018   | 2019   | 2021   | 2022   | 2023   |

## Híres Burgiak
- Benedikt Niese (1849–1910), ókortörténész
- Charlotte Niese (1854–1935), tanár, költő és író
- Jürgen Blin (1943–2022), ökölvívó
- Axel Hager (* 1969), röplabdázó és strandröplabdázó
- Dirk Weetendorf (* 1972), labdarúgócsatár, edző.